# Godgory
Godgory byla švédská deathmetalová skupina z Karlstadu založená roku 1992 bubeníkem Erikem Anderssonem a zpěvákem Matte Anderssonem (nejsou příbuzní). Hrála melodický death metal a fungovala do roku 2004, kdy zanikla.
Debutové album Sea of Dreams vyšlo začátkem roku 1996, téhož roku v listopadu vyšla i druhá řadová deska Shadow's Dance. Během své existence kapela vydala celkem čtyři studiová alba (poslední v roce 2001).

## Sestava
- Matte Andersson – vokály
- Erik Andersson – kytara, bicí, klávesy

## Diskografie

### Studiová alba
- Sea of Dreams (1996)
- Shadow's Dance (1996)
- Resurrection (1999)
- Way Beyond (2001)

### Dema
- Demo-94 (1994)